# Gazeta Finansowa
Gazeta Finansowa – ogólnopolski tygodnik społeczno-ekonomiczny wydawany przez Federal Media Company FMC Sp. z o.o.. Istnieje od 1999 roku. Do 2015 roku redaktorem naczelnym był Piotr Bachurski, właściciel spółki wydającej tygodnik. Od końca 2015 do października 2017 pismem kierował Jan Piński, po którym funkcję przejął ponownie Bachurski.
Na jego łamach publikują polscy ekonomiści, komentatorzy i publicyści, m.in. Stanisław Gomułka, prof. Krzysztof Rybiński, Witold Gadowski, Łukasz Warzecha, Lidia Geringer de Oedenberg, Marek Zuber, Juliusz Bolek i inni.